# Acrodictyella obovata
Acrodictyella obovata är en svampart som beskrevs av W.A. Baker & Partr. 2001. Acrodictyella obovata ingår i släktet Acrodictyella, divisionen sporsäcksvampar och riket svampar.   Inga underarter finns listade i Catalogue of Life.